# 牛家牌镇
牛家牌镇，是中华人民共和国天津市宝坻区下辖的一个乡镇级行政单位，位于宝坻东南方。2011年，撤销牛家牌乡，设立牛家牌镇。

## 行政区划
牛家牌镇下辖以下地区：
牛家牌村、吴家牌村、赵家牌村、孙家庄村、赵辛庄村、西老鸦口村、刘邦桥村、赵家湾村、铧尖村、高四台村、辛庄子村、西护路村、李家牌村、汪曹庄村、雅子庄村、翟家庄村、南河村、大宝庄村、前坨子村和后坨子村。

## 名人
- 李瑞环
- 赵丽蓉
- 马　季